# Niels-Christian Holmstrøm
Niels-Christian Holmstrøm (né le 23 février 1947 à Copenhague au Danemark) est un joueur puis entraîneur de football danois.

## Biographie
Il fut également chef consultant pour Team Danmark et directeur sportif du FC Copenhague.
Il est connu pour avoir terminé meilleur buteur du championnat du Danemark lors de la saison 1968 avec 23 buts, ainsi que de la saison 1974 avec 24 buts.
Il est actuellement le président de l'un de ses anciens clubs en tant que joueur et entraîneur, le Kjøbenhavns Boldklub.